# 武内つなよし
武内 つなよし（たけうち つなよし、男性、1922年2月26日 - 1987年4月17日）は、日本の漫画家、小説家。本名：武内 綱義。神奈川県横浜市出身。代表作に『赤胴鈴之助』、『少年ジェット』がある。

## 来歴
太平洋美術学校で絵を学ぶ。終戦後は紙芝居作家として活動したのち、1952年『燃えない紙』（「探偵王」8月号）で漫画家デビューする。
1954年、『イガグリくん』などの作品で知られた福井英一が「少年画報」に『赤胴鈴之助』の連載を開始したが、第一回が掲載された直後に急死したため、これを描き継ぎ、大ヒット作品に育て上げた。1957年にはラジオドラマ化を皮切りに、映画化、そしてテレビドラマ化と立て続けに他メディアに進出。さらに1972年にはアニメ化されている。
また、1959年から「ぼくら」に連載された『少年ジェット』はテレビドラマ化され大人気となり、連載も3年間継続された。
画調は当初、福井の画調とも共通する丸味のある絵が特徴だったが、次第にリアルな劇画調タッチに変化を遂げている。1970年、日本文華社「特集漫画トピックス」では、青年になった鈴之助が性に目覚めて悶々とする続編『青年赤胴鈴之助』が描かれている。また1972年、『鈴之助』がアニメ化され武内自身の手でリメイクの上、小学館の学年別学習雑誌に1年間連載された際も、アニメ版と全く異なる展開と迫力ある絵が人気だった。
晩年には『小説 赤胴鈴之助』などの小説にも挑戦。また古典落語の漫画化や『まんがでわかる新道交法』などのハウツーものなど、最後まで創作意欲に衰えを見せなかった。
1987年4月17日、肺癌のため死去。65歳没。

## 作品リスト
- 怪腕チン君
- 鉄腕ジャム君
- 西部の秘宝
- ダン助捕物帖
- 赤胴鈴之助
- ずんぐり大将
- 平原児サブ
- 仮面探偵
- 鉄拳ボーイ
- だまれ拳銃
- なさけの捕物
- 探偵探四郎
- 剣の小太郎
- 小天狗大助
- まだら人間
- スッテンテン兵衛
- すっとび小天狗
- がんばれパリちゃん
- はるかなる空
- 胡蝶大助
- 空手のハンちゃん
- ハンマーくん
- 少年忠臣蔵
- 少年武蔵坊
- 友情一刀流
- 白星駒之助
- 嵐龍太郎
- 山吹犬之助
- わんウェイ通り
- 黒い島
- どろんどん助
- タツマキくん
- 三日月神平
- 少年ジェット
- コンドルキング
- ピヨちゃん行進曲
- くるま一平
- おうい!でぶちん
- ひよどり天兵
- 東京パトロール
- 旋風児サコン
- 黒帯三平
- 山彦小太郎
- 少年Gメン
- 腰抜け三銃士
- 風の弥太郎
- ピーちゃんキング
- 鬼面山谷五郎
- かちぐり君
- 疾風影太郎

## 弟子
- 森田拳次
- 小山春夫

## 関連書籍
- 『武内つなよしの世界 赤胴鈴之助 少年ジェット コンドル・キング 少年のころの思い出漫画劇場』講談社　2009